# Alice Schwarzer
Alice Schwarzer, född 3 december 1942 i Wuppertal-Elberfeld, är en tysk journalist, feminist och förläggare. Schwarzer grundade 1977 den feministiska tidningen Emma, som hon sedan dess varit chefredaktör för.

## Biografi
Schwarzer föddes som utomäktenskapligt barn och växte upp hos sina morföräldrar, som drev en tobakshandel.
Hon studerade på handelsskolan i Elberfeld. 1960 började hon arbeta som sekreterare i Düsseldorf och flyttade senare till München där hon arbetade på ett förlag. 1963–1966 bodde hon i Paris och lärde sig franska. 1966–1968 följde en tid som volontär på tidningen Düsseldorfer Nachrichten. 1969 blev Schwarzer reporter på tidskriften Pardon i Frankfurt am Main, men redan efter ett halvår återvände hon till Paris som frilansande korrespondent och 1970 började hon engagera sig i kvinnorörelsen i Frankrike och senare i Västtyskland blev hon en del av Mouvement de libération des femmes. 1972 gjorde hon en intervju med Simone de Beauvoir, som efterföljdes av fem längre intervjuer. 1970–1974 studerade Schwarzer psykologi och sociologi på universitetet i Vincennes, samtidigt som hon var verksam som korrespondent.  Alice Schwarzer initierade en debatt kring abortlagstiftningen i Västtyskland med artikeln "Ich habe abgetrieben" ("Jag har gjort abort") i tidskriften Stern. 
År 1975 publicerades hennes bok Der kleine Unterschied und seine großen Folgen (Den lilla skillnaden och dess stora följder), som innehåller 17 intervjuer med kvinnor som berättade om sina relationer, arbete och sexualitet. 1976 grundade Schwarzer förlaget Alice Schwarzer Verlags-GmbH i Köln och 1977 gavs det första numret av hennes feministiska tidskrift Emma ut. Både Schwarzer och tidskriften Emma har drivit kampanjer mot pornografi och har hamnat i en rättslig process mot Helmut Newton. Schwarzer har också gett ut biografier om Marion Gräfin Dönhoff och Romy Schneider samt en bok om Petra Kelly och Gert Bastian.
År 2014 blev det känt att hon sedan 1980-talet haft ett hemligt bankkonto i Schweiz. Enligt tysk lagstiftning undgår en skattesmitare straff om vederbörande betalar in den undandragna skatten och avslöjar sanningen för skattemyndigheten innan myndigheten kommit personen på spåret. Hon undgick därför straff. Simone Peter, ordförande för tyska Miljöpartiet, uttryckte saken så här enligt Sveriges Radio: "Fru Schwarzer har alltid haft höga moraliska krav på andra, det vore bra om hon såg till att uppfylla dem för sig själv." Eftersom Schwarzer gjort rätt för sig ansåg hon att hon utsattes för en smutskastningskampanj.